# Монастырь Крушедол
Монастырь Крушедол (серб. Манастир Крушедол) в честь Благовещения Пресвятой Богородицы — монастырь Сремской епархии Сербской православной церкви на кряже Фрушка-Гора в общине Ириг Сремского округа Воеводины.
Монастырь входит в список памятников культуры Сербии исключительного значения.

## История
Монастырь был построен в период с 1509 по 1516 год Максимом (Бранковичем), в миру Георгий, сыном деспота Стефана Бранковича, при финансовой поддержке господаря Валахии Нягое Басараба.
В 1716 году турки сожгли монастырь. С 1722 года и до середины XVIII века проводилась реконструкция обители, придавшая постройкам барочный вид. В 1726 году началось строительство большой колокольни. С 1750 по 1756 год притвор и алтарь монастырской церкви были расписаны художником Иовом Василевичем, а наос — Стефаном Тенецким.

## Захоронения
В монастыре покоятся останки Максима (Бранковича), его отца Стефана Бранковича и матери Ангелины, графа Джорджа Бранковича, патриарха Арсения IV, митрополита Моисея (Петровича), митрополита Иоанна (Георгиевича), епископа Никанора (Мелентиевича), воеводы Стевана Шупликаца, княгини Любицы, митрополита Петра (Йовановича), короля Милана Обреновича и других.